# Mercedes-Benz Arena (Shanghai)
De Mercedes-Benz Arena, voorheen bekend als het Shanghai World Expo Cultureel Centrum, is een overdekte arena op het voormalige terrein van Expo 2010 in Pudong, Shanghai . De arena is eigendom van de joint venture AEG-OPG.
De faciliteit biedt plaats aan 18.000 mensen en omvat een kleinere locatie, The Mixing Room & Muse, een meer intieme locatie voor livemuziek.
De arena organiseerde de openingsceremonie voor de Expo 2010, waarin het bekend stond als het Cultureel Centrum van de Expo.

## Naamrechten
De arena wordt gesponsord in een tienjarige deal door Mercedes-Benz en werd officieel omgedoopt tot de Mercedes-Benz Arena op 15 januari 2011.

## Evenementen
De arena is sinds de opening in 2010 de populairste arena op het Chinese vasteland.

### Muziek
In de arena zongen al vele supersterren zoals Adam Lambert, Akon, Alicia Keys, André Rieu, Andrea Bocelli, Aretha Franklin, Ariana Grande, Avenged Sevenfold, Avril Lavigne, The Beach Boys, Bruno Mars, Charlie Puth, The Cardigans, Eagles, Ed Sheeran, Elton John, Fall Out Boy, Imagine Dragons, Iron Maiden, James Blunt, Jennifer Lopez, Jessie J, Justin Bieber, Shawn Mendes, Katy Perry, The Killers, Lindsey Stirling, Lionel Richie, Mariah Carey, Maroon 5, Metallica, Michael Bublé, Muse, Nile Rodgers, Owl City, OneRepublic, Pitbull, Richard Clayderman, Quincy Jones, Queen, Rebecca Ferguson, The Rolling Stones, Simple Plan, Slash, Taylor Swift, Tony Bennett, Troye Sivan, Usher en Unine .